# Iliaș Alexandru
Iliaș Alexandru (cca. 1635 – 1675) a fost domn în Moldova între 21 mai 1666 și 8 noiembrie 1668.

## Biografie
A fost fiul lui Alexandru Iliaș. Pe timpul domniei lui Iliaș Alexandru, tributul Moldovei a fost mărit cu 25.000 lei. Se spune că era un domn modest, bun și milostiv, iar atunci când osândea pe cineva la vreo „plată de datorie”, scotea chiar din punga proprie ca să-l ajute pe cel în cauză.
După ce a pierdut tronul în favoarea lui Gheorghe Duca, a plecat la Constantinopol unde în scurt timp a și murit. A fost ultimul Mușatin.